# Contact, l'encyclopédie de la création
Contact, l'encyclopédie de la création est une émission de télévision documentaire québécoise en 44 épisodes de 50 minutes diffusée à partir du 1er février 2006 sur Télé-Québec et rediffusé sur Canal Savoir.

## Synopsis
Chaque émission brosse un portrait intime de l'univers d'un penseur ou d'un créateur. Cette nouvelle édition de la série est initiée par l'animateur Stéphan Bureau qui agit aussi comme producteur exécutif.  Il avait créé une série semblable initialement sous le titre Contact au début des années 1990. Chaque épisode généralement tourné en deux trois jours, est centré sur les interviews que mène Bureau avec la personnalité en question. Toute la série est tournée "en location" dans des lieux ayant rapport au sujet.

## Invités
Voici la liste des invités à ce jour :
- Denys Arcand
- Jacques Attali
- Victor-Lévy Beaulieu
- Dan Bigras
- Enki Bilal
- Fernando Botero
- Jean-Claude Carrière
- Serge Chapleau
- Gregory Charles
- Boris Cyrulnik
- Richard Desjardins
- Franco Dragone
- Claude Dubois
- Alain Ducasse
- Diane Dufresne
- Roy Dupuis
- Alaa El Aswany
- Mavis Gallant
- François Girard
- Benoîte Groult
- Marek Halter
- Julia Kristeva
- Marie Laberge
- Philippe Labro
- Dany Laferrière
- Jacques Languirand
- Normand Laprise
- Carole Laure
- Robert Lepage
- Antonine Maillet
- Amin Maalouf
- Yannick Nézet-Séguin
- Michel Onfray
- Jean d’Ormesson
- Daniel Pennac
- Gino Quilico
- Joël de Rosnay
- José Saramago
- Éric-Emmanuel Schmitt
- Michel Tremblay
- Albert Uderzo
- Mario Vargas Llosa
- Simone Veil
- Gilles Vigneault

## Prix et distinctions
- 2006 : Nomination pour le Prix Gémeaux, Meilleure biographie ou portrait pour Contact, l'encyclopédie de la création (épisode portant sur l'écrivain Jean d'Ormesson)
- 2006 : Nomination pour le Prix Gémeaux, Meilleur site Web d'émission de télévision pour Contact, l'encyclopédie de la création (www.contacttv.net)